# KZ-Außenlager Thil
Das Konzentrationslager Thil in der Gemeinde Thil bei Villerupt in Lothringen (französisch Lorraine; südwestlich vom Zentrum Luxemburgs) war 1944 zeitweise ein Außen- oder Nebenlager des deutschen Konzentrationslagers Natzweiler-Struthof (keine einheitliche Benennung), als das französische Elsass (Alsace) im Zweiten Weltkrieg besetzt worden war. Das Gebiet des Konzentrationslagers Thil selbst gehörte nicht zu dem annektierten Teil Frankreichs (CdZ-Gebiet Lothringen). Allerdings scheinen diese Zuständigkeitsgrenzen bei seiner Errichtung und baldigen Verlagerung keine Rolle mehr gespielt zu haben. Es wurde von den SS-Totenkopfverbänden im Grenzgebiet zwischen Frankreich und Luxemburg frühestens im Frühjahr 1944, nach anderen Quellen im Frühsommer 1944, errichtet.
Die für die Produktion der V1 (für Vergeltungswaffe 1, eine Art Flugbombe) durch den so genannten Jägerstab (ein Gremium zur Sicherung der Rüstungsproduktion) vorgesehene Untertage-Fertigung sollte durch KZ-Häftlinge auf einer Fläche von über 200.000 m² in vorhandenen, ehemaligen Erzstollen ausgebaut und betrieben werden. Während der alliierten Invasion der Normandie ab Juni 1944 wurde das auf französisch Camp de Thil oder deutsch Kommando Erz von Longwy-Thil (Département Meurthe-et-Moselle) genannte Zwangsarbeits- oder Nebenlager des Konzentrationslagers Natzweiler-Struthof jedoch wie andere noch vor Beginn der Produktion geräumt. Am 1. September 1944 erreichten alliierte Truppen das Gebiet. Nur wenige Geschosskarkassen wurden vorgefunden. Die SS achtete damals darauf, dass kein KZ-Häftling die Alliierten über die dort laufenden Vorbereitungen informieren konnte.

## Einrichtungen

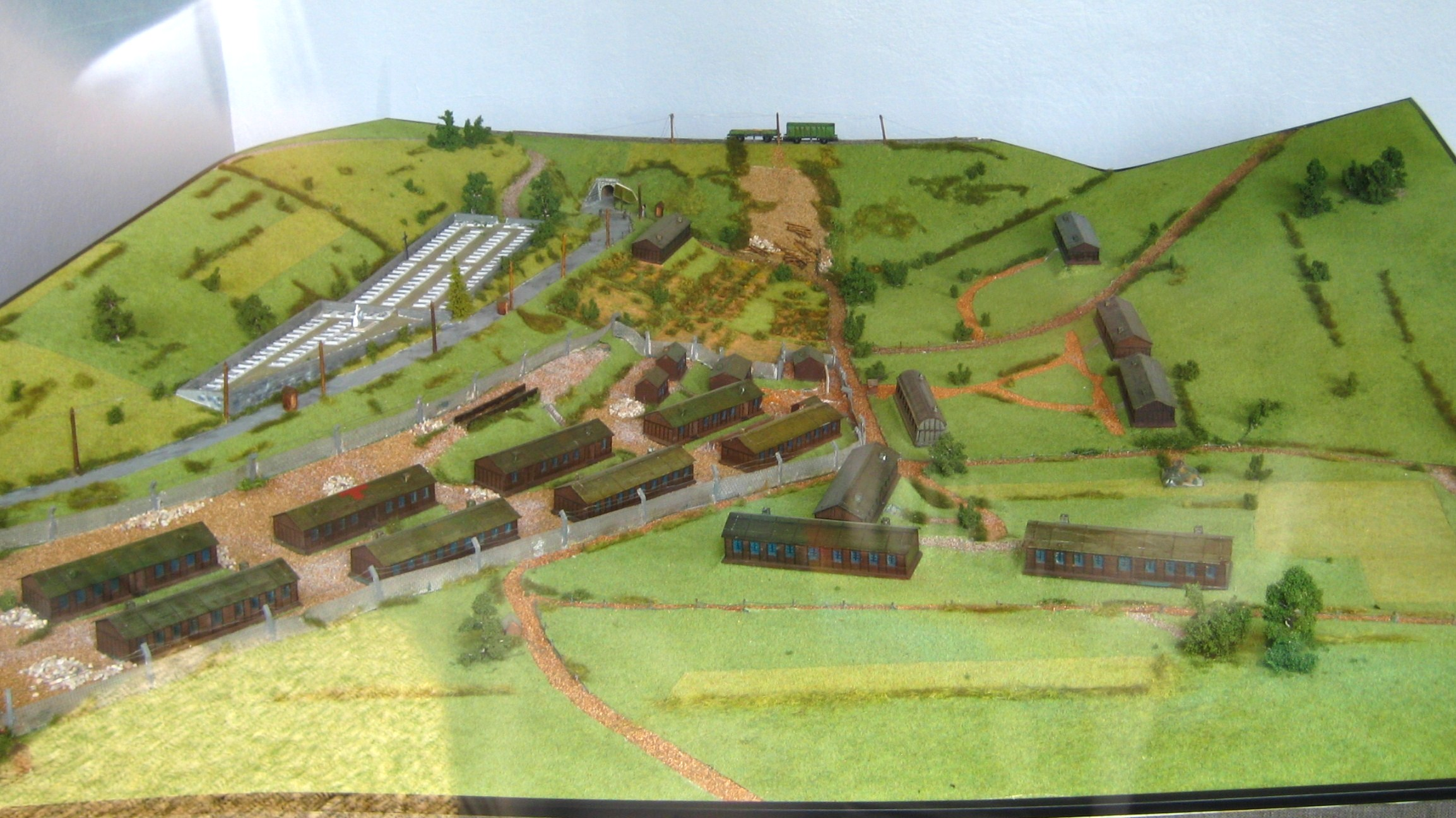
Modell des Konzentrationslagers

Das Lager wurde als Fortführung der ehemaligen Anlage der Mine des „Syndicat de Tiercelet“ in Thil getarnt, unter Verwendung folgender Namen: Grube-Erz (Codebezeichnung), Camp de Travail Erz, Minettegrube Tiercelet bei Longwy-Erz und nach einer in Berlin neugegründeten Firma „Minette GmbH“ (projet Tiercelet). Diese GmbH hatte ein Grundkapital von 10 Millionen Reichsmark. (Im Handelsreg. eingetragen am 12. und 22. Juli 1944 zugunsten von Hans Riedel, Ferdinand Porsche, Bodo Lafferentz und Anton Piëch). Diese Gesellschaft wurde 1957 aus dem Handelsregister gelöscht.
Als Dauer, in der das KZ, evtl. weitere Unterkünfte und die Untertageproduktion in den Stollen betrieben wurden, werden in schriftlichen Unterlagen verschiedene Daten für das Anfangsdatum genannt, die jedoch erst später als die der mündlichen Überlieferungen, einsetzen:
- 24. Juli 1944 in Longwy-Thil (nach certificats de décès) durch den „Internationalen Suchdienstes“ des IKRK in Arolsen (Dort heißt es zum Lager: Longwy Konz.Lager, Kdo. von Natzweiler für die Deutsche Erzwerke A.G. tätig)
- Im März 1951 heißt es in einem weiteren Bericht: Longwy-Thil = Add. Kdo. de Natzweiler, erstmals erwähnt 10. Mai 1944, mit durchschnittlich 800 Gefangenen (Mechanikern und Technikern für die Firma AEG) bis September 1944, Verbleib in Dernau und Kochendorf.
- Ein Bericht aus 1969 erwähnt: Longwy-Thil (Longwy heute Meurthe-et-Moselle) France – Eröffnung 21. Juni 1944 (Akten des KZ). Geräumt am 1. September 1944 hin zum Kommando Kochendorf.
- Für das KZ-Außenlager Rebstock bei Dernau wird von der Ankunft eines Transportes von ca. 300 Gefangenen aus Tiercelet am 2. September 1944 berichtet.[1]

Nach mündlichen Berichten könnte der Anfang bereits um Anfang oder Mitte März 1944 liegen.
Das Lager war durchgehend als Kommando dem Konzentrationslager Natzweiler untergeordnet. Der Endzeitpunkt des KZ-Betriebs scheint durch den Vormarsch der alliierten Truppen unzweifelhaft. Allerdings sind die abtransportierten Gefangenen in den erwähnten Lagern möglicherweise in einem Zeitraum, der zwei Tage danach beginnt und sich über 14 Tage erstreckt, angekommen, wobei ihre Zwischenstationen nicht eindeutig sind. Zum Teil stellten die Konzentrationslagerwachen auch die Begleitmannschaft der Transporte und blieben in den Zielorten in ähnlicher Funktion in der SS.

## Anzahl Lagerhäftlinge
Bei dieser Untertageproduktion scheint es nachträglich sehr schwer zu fallen, die verschiedenen Gefangenengruppen, Zwangsarbeiter und Zivilbeschäftigte in diesem kurzen Zeitraum klar einzuordnen. Es geht um eine Größenordnung zwischen 800, 1500 und knapp 3000 Häftlingen, die jeweils für die Vorbereitung der Untertageproduktion eingesetzt worden sein sollen.

## Wachen, Gefangenschaft
- Leiter des KZ-Nebenlagers war ein SS-Oberscharführer E. Büttner (1907–1975). Er war vorher im KZ Natzweiler als Wachmann und danach im KZ Kochendorf als Lagerführer, von wo aus er den am 30. März 1945 beginnenden Todesmarsch zum KZ Dachau leitete. Ein französisches Militärgericht verurteilte ihn während einer Haft in der SBZ/DDR 1954 in Abwesenheit zum Tode. Nach der 1956 erfolgten Haftentlassung wurde 1968 in der BRD ein Ermittlungsverfahren gegen Büttner angestrengt und 1970 eingestellt.

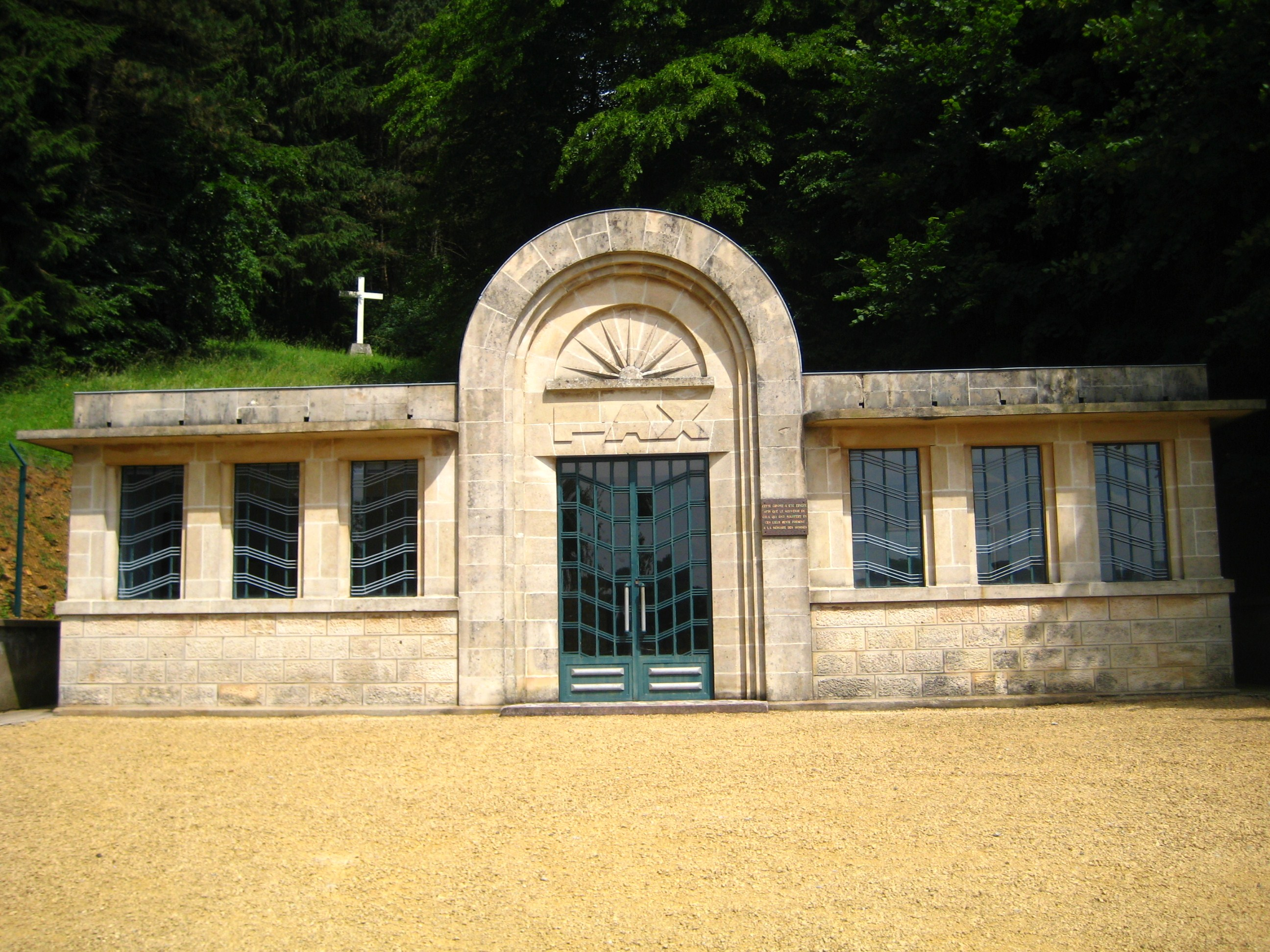
Gedenkstätte (Crypte de Thil)

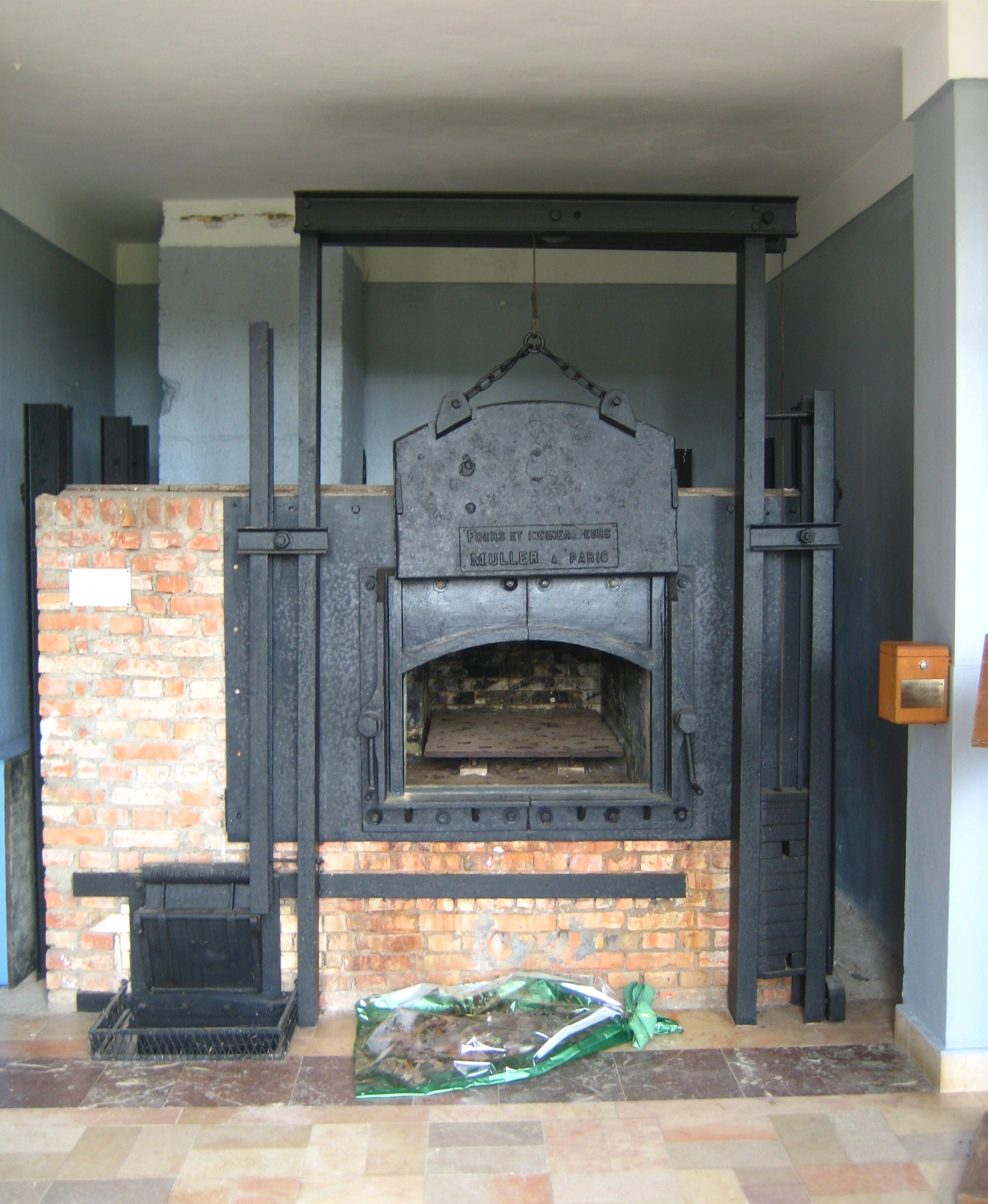
Leichenofen des KZ, ursprünglich aus einem Schlachthaus in der Nähe

## Gedenkstätte
In eine von der Gemeinde Thil 1946 errichteten Gedenkstätte wurde auch der Verbrennungsofen eingeschlossen, der von der SS aus dem Schlachthof von Villerupt hierher geschafft und aufgebaut wurde, um Leichen der Häftlinge zu verbrennen, nachdem diese zuerst in einem offenen Feuer verbrannt wurden. Das heißt, die Art wie er jetzt in der Krypta gezeigt wird, entspricht nicht dem Einbau durch die Deutschen in der NS-Epoche. Das Konzentrationslager, bzw. seine Überreste, ist allerdings durch die französischen Behörden bereits früh als solches eingeordnet worden. Es gibt dort auch ein Modell des Konzentrationslagers über seine Lage in der Landschaft, das bereits 1946 entstanden war (Ubaldo Marinelli, vgl. dazu die Luftaufnahme, vermutlich aus der Zeit 1944, bei der Gemeinde Thil). Darin auch schon die Lage des KZ-Friedhofs.